# Lijst van senatoren uit North Dakota

Zegel van de staat North Dakota

Dit is een lijst van de senatoren voor de Amerikaanse staat North Dakota. De senatoren voor North Dakota zijn ingedeeld als Klasse I en Klasse III. De twee huidige senatoren voor North Dakota zijn: John Hoeven senator sinds 2011 de (senior senator) en Kevin Cramer senator sinds 2019 de (junior senator), beiden lid van de Republikeinse Partij.
Prominenten die hebben gediend als senator voor North Dakota zijn onder anderen: Quentin Burdick (prominent politicus), Kent Conrad (prominent politicus) en Milton Young (prominent politicus).

## Klasse I
| Nr.    | Senator voor North Dakota Senator from North Dakota | Senator voor North Dakota Senator from North Dakota | Senator voor North Dakota Senator from North Dakota | Ambtstermijn      | Ambtstermijn     | Partij(en) | Verkiezing(en) |
| ------ | --------------------------------------------------- | --------------------------------------------------- | --------------------------------------------------- | ----------------- | ---------------- | ---------- | -------------- |
| 1      |                                                     | Lyman Casey                                         | Lyman Casey (1837–1914)                             | 25 november 1889  | 4 maart 1893     | R          | 1889           |
| 2      |                                                     | William Roach                                       | William Roach (1840–1902)                           | 4 maart 1893      | 4 maart 1899     | D          | 1893           |
| 3      |                                                     | Porter McCumber                                     | Porter McCumber (1858–1933)                         | 4 maart 1899      | 4 maart 1923     | R          | 1899           |
| 3      | 1905                                                | Porter McCumber                                     | Porter McCumber (1858–1933)                         | 4 maart 1899      | 4 maart 1923     | R          |                |
| 3      | 1911                                                | Porter McCumber                                     | Porter McCumber (1858–1933)                         | 4 maart 1899      | 4 maart 1923     | R          |                |
| 3      | 1916                                                | Porter McCumber                                     | Porter McCumber (1858–1933)                         | 4 maart 1899      | 4 maart 1923     | R          |                |
| 4      |                                                     | Lynn Frazier                                        | Lynn Frazier (1874–1947)                            | 4 maart 1923      | 3 januari 1941   | R          | 1922           |
| 4      | 1928                                                | Lynn Frazier                                        | Lynn Frazier (1874–1947)                            | 4 maart 1923      | 3 januari 1941   | R          |                |
| 4      | 1934                                                | Lynn Frazier                                        | Lynn Frazier (1874–1947)                            | 4 maart 1923      | 3 januari 1941   | R          |                |
| 5      |                                                     | William Langer                                      | William Langer (1886–1959)                          | 3 januari 1941    | 8 november 1959  | R          | 1940           |
| 5      | 1946                                                | William Langer                                      | William Langer (1886–1959)                          | 3 januari 1941    | 8 november 1959  | R          |                |
| 5      | 1952                                                | William Langer                                      | William Langer (1886–1959)                          | 3 januari 1941    | 8 november 1959  | R          |                |
| 5      | 1958                                                | William Langer                                      | William Langer (1886–1959)                          | 3 januari 1941    | 8 november 1959  | R          |                |
| Vacant |                                                     |                                                     |                                                     |                   |                  |            |                |
| 6      |                                                     | Norman Brunsdale                                    | Norman Brunsdale (1891–1978)                        | 19 november 1959  | 6 augustus 1960  | R          |                |
| 7      |                                                     | Quentin Burdick                                     | Quentin Burdick (1908–1992)                         | 6 augustus 1960   | 8 september 1992 | D          | 1960           |
| 7      | 1964                                                | Quentin Burdick                                     | Quentin Burdick (1908–1992)                         | 6 augustus 1960   | 8 september 1992 | D          |                |
| 7      | 1970                                                | Quentin Burdick                                     | Quentin Burdick (1908–1992)                         | 6 augustus 1960   | 8 september 1992 | D          |                |
| 7      | 1976                                                | Quentin Burdick                                     | Quentin Burdick (1908–1992)                         | 6 augustus 1960   | 8 september 1992 | D          |                |
| 7      | 1982                                                | Quentin Burdick                                     | Quentin Burdick (1908–1992)                         | 6 augustus 1960   | 8 september 1992 | D          |                |
| 7      | 1988                                                | Quentin Burdick                                     | Quentin Burdick (1908–1992)                         | 6 augustus 1960   | 8 september 1992 | D          |                |
| Vacant |                                                     |                                                     |                                                     |                   |                  |            |                |
| 8      |                                                     | Jocelyn Burdick                                     | Jocelyn Burdick (1922–2019)                         | 16 september 1992 | 14 december 1992 | D          |                |
| 9      |                                                     | Kent Conrad                                         | Kent Conrad (1948)                                  | 14 december 1992  | 3 januari 2013   | D          | 1992           |
| 9      | 1994                                                | Kent Conrad                                         | Kent Conrad (1948)                                  | 14 december 1992  | 3 januari 2013   | D          |                |
| 9      | 2000                                                | Kent Conrad                                         | Kent Conrad (1948)                                  | 14 december 1992  | 3 januari 2013   | D          |                |
| 9      | 2006                                                | Kent Conrad                                         | Kent Conrad (1948)                                  | 14 december 1992  | 3 januari 2013   | D          |                |
| 10     |                                                     | Heidi Heitkamp                                      | Heidi Heitkamp (1955)                               | 3 januari 2013    | 3 januari 2019   | D          | 2012           |
| 11     |                                                     | Kevin Cramer                                        | Kevin Cramer (1961)                                 | 3 januari 2019    | heden            | R          | 2018           |
| 11     | 2024                                                | Kevin Cramer                                        | Kevin Cramer (1961)                                 | 3 januari 2019    | heden            | R          |                |

## Klasse III
| Nr.    | Senator voor North Dakota Senator from North Dakota | Senator voor North Dakota Senator from North Dakota | Senator voor North Dakota Senator from North Dakota | Ambtstermijn     | Ambtstermijn     | Partij(en) | Verkiezing(en) |
| ------ | --------------------------------------------------- | --------------------------------------------------- | --------------------------------------------------- | ---------------- | ---------------- | ---------- | -------------- |
| 1      |                                                     | Gilbert Pierce                                      | Gilbert Pierce (1839–1901)                          | 25 november 1889 | 4 maart 1891     | R          | 1889           |
| 2      |                                                     | Henry Hansbrough                                    | Henry Hansbrough (1848–1933)                        | 4 maart 1891     | 4 maart 1909     | R          | 1891           |
| 2      | 1897                                                | Henry Hansbrough                                    | Henry Hansbrough (1848–1933)                        | 4 maart 1891     | 4 maart 1909     | R          |                |
| 2      | 1903                                                | Henry Hansbrough                                    | Henry Hansbrough (1848–1933)                        | 4 maart 1891     | 4 maart 1909     | R          |                |
| 3      |                                                     | Martin Johnson                                      | Martin Johnson (1850–1909)                          | 4 maart 1909     | 21 oktober 1909  | R          | 1909           |
| Vacant |                                                     |                                                     |                                                     |                  |                  |            | 1909           |
| 4      |                                                     | Fountain Thompson                                   | Fountain Thompson (1854–1942)                       | 9 november 1909  | 1 februari 1910  | D          | 1909           |
| 5      |                                                     | William Purcell                                     | William Purcell (1858–1923)                         | 1 februari 1910  | 1 februari 1911  | D          | 1909           |
| 6      |                                                     | Asle Gronna                                         | Asle Gronna (1858–1922)                             | 1 februari 1911  | 4 maart 1921     | R          | 1911           |
| 6      | 1914                                                | Asle Gronna                                         | Asle Gronna (1858–1922)                             | 1 februari 1911  | 4 maart 1921     | R          |                |
| 7      |                                                     | Edwin Ladd                                          | Edwin Ladd (1859–1925)                              | 4 maart 1921     | 22 juni 1925     | R          | 1920           |
| Vacant |                                                     |                                                     |                                                     |                  |                  |            | 1920           |
| 8      |                                                     | Gerald Nye                                          | Gerald Nye (1892–1971)                              | 15 november 1925 | 3 januari 1948   | R          | 1920           |
| 8      | R                                                   | Gerald Nye                                          | Gerald Nye (1892–1971)                              | 15 november 1925 | 3 januari 1948   | 1926 (1)   |                |
| 8      | R                                                   | Gerald Nye                                          | Gerald Nye (1892–1971)                              | 15 november 1925 | 3 januari 1948   | 1926 (2)   |                |
| 8      | R                                                   | Gerald Nye                                          | Gerald Nye (1892–1971)                              | 15 november 1925 | 3 januari 1948   | 1932       |                |
| 8      | R                                                   | Gerald Nye                                          | Gerald Nye (1892–1971)                              | 15 november 1925 | 3 januari 1948   | 1938       |                |
| 9      |                                                     | John Moses                                          | John Moses (1885–1945)                              | 3 januari 1945   | 3 maart 1945     | D          | 1944           |
| Vacant |                                                     |                                                     |                                                     |                  |                  |            | 1944           |
| 10     |                                                     | Milton Young                                        | Milton Young (1897–1983)                            | 12 maart 1945    | 3 januari 1981   | R          | 1944           |
| 10     | R                                                   | Milton Young                                        | Milton Young (1897–1983)                            | 12 maart 1945    | 3 januari 1981   | 1946       |                |
| 10     | R                                                   | Milton Young                                        | Milton Young (1897–1983)                            | 12 maart 1945    | 3 januari 1981   | 1950       |                |
| 10     | R                                                   | Milton Young                                        | Milton Young (1897–1983)                            | 12 maart 1945    | 3 januari 1981   | 1956       |                |
| 10     | R                                                   | Milton Young                                        | Milton Young (1897–1983)                            | 12 maart 1945    | 3 januari 1981   | 1962       |                |
| 10     | R                                                   | Milton Young                                        | Milton Young (1897–1983)                            | 12 maart 1945    | 3 januari 1981   | 1968       |                |
| 10     | R                                                   | Milton Young                                        | Milton Young (1897–1983)                            | 12 maart 1945    | 3 januari 1981   | 1974       |                |
| 11     |                                                     | Mark Andrews                                        | Mark Andrews (1926–2020)                            | 3 januari 1981   | 3 januari 1987   | R          | 1980           |
| 12     |                                                     | Kent Conrad                                         | Kent Conrad (1948)                                  | 3 januari 1987   | 14 december 1992 | D          | 1986           |
| Vacant |                                                     |                                                     |                                                     |                  |                  |            | 1986           |
| 13     |                                                     | Byron Dorgan                                        | Byron Dorgan (1942)                                 | 15 december 1992 | 3 januari 2011   | D          | 1986           |
| 13     | D                                                   | Byron Dorgan                                        | Byron Dorgan (1942)                                 | 15 december 1992 | 3 januari 2011   | 1992       |                |
| 13     | D                                                   | Byron Dorgan                                        | Byron Dorgan (1942)                                 | 15 december 1992 | 3 januari 2011   | 1998       |                |
| 13     | D                                                   | Byron Dorgan                                        | Byron Dorgan (1942)                                 | 15 december 1992 | 3 januari 2011   | 2004       |                |
| 14     |                                                     | John Hoeven                                         | John Hoeven (1957)                                  | 3 januari 2011   | heden            | R          | 2010           |
| 14     | 2016                                                | John Hoeven                                         | John Hoeven (1957)                                  | 3 januari 2011   | heden            | R          |                |
| 14     | 2022                                                | John Hoeven                                         | John Hoeven (1957)                                  | 3 januari 2011   | heden            | R          |                |